# René Baeten
René Baeten   (Herentals, 10 de juny de 1927 - Sint-Niklaas, 5 de juny de 1960) fou un pilot de motocròs flamenc que va guanyar el segon Campionat del Món de motocròs mai disputat, el de 1958, esdevenint així el primer belga a assolir aquest títol.
Baeten es va morir a l'edat de 32 anys a causa de l'accident que patí mentre corria la primera mànega del XIII Moto Cross Internacional de Gelaagputten, a Stekene, el 5 de juny de 1960. L'accelerador de la seva Matchless es va encallar mentre davallava a tota velocitat per una forta rampa i fou aixafat per la seva pròpia moto en la caiguda subsegüent, patint fractura de crani i altres lesions que li causaren la mort mentre era a l'hospital de Sint Niklaas-Waas.

## Resum biogràfic
René Baeten va debutar en competició a 20 anys, corrent amb l'equip del Moto-Club de Herentals. Els anys 1953 i 1954 aconseguí el subcampionat europeu de motocròs en 500cc pilotant la Saroléa, darrere el també belga Auguste Mingels. També assolí el subcampionat (rere el suec Bill Nilsson) al primer Campionat del Món de motocròs (disputat el 1957 com a continuació de l'antic Campionat d'Europa), ja com a pilot oficial d'FN. El 1958 guanyà el seu títol mundial i li fou concedit el Trofeu belga al mèrit esportiu. A finals d'aquella temporada FN es retirà del motocròs.
Baeten assolí també molt bons resultats al Motocross des Nations com a membre de la selecció belga, obtenint-hi sengles segons llocs els anys 1953 (rere el Regne Unit), 1955 (rere Suècia) i 1957 (altre cop rere el Regne Unit). El 1956 hi acabà tercer rere el Regne Unit i Suècia.
Al moment de la seva mort René Baeten deixava dona i tres fills, un dels quals, René, nascut el dia del funeral del seu pare. Quan en tingué l'edat, René Baeten jr. encetà una carrera esportiva en el motocròs, però no fou tan reeixida com la de son pare.
El 22 de novembre del 2004 el servei de correus belga li dedicà un segell de 0,50 € dins una sèrie de dotze.

## Palmarès al Campionat del Món
| Any  | Motocicleta | 500cc |
| ---- | ----------- | ----- |
| 1953 | Saroléa     | 2n    |
| 1954 | Saroléa     | 2n    |
| 1955 | Saroléa     | 9è    |
| 1956 | FN          | 8è    |
| 1957 | FN          | 2n    |
| 1958 | FN          | 1r    |
| 1959 | AJS         | 9è    |
| 1960 | Matchless   | 7è    |

1. ↑  Fins al 1956 inclòs no existia el Campionat del Món de 500 cc, ans el Campionat d'Europa